# HD89143
HD89143 — хімічно пекулярна зоря спектрального класу A2, що має видиму зоряну величину в смузі V приблизно  8,6.
Вона  розташована на відстані близько 926,6 світлових років від Сонця.